# Maurice Huet
Maurice Huet (Parigi, 1º dicembre 1918 – Tours, 8 giugno 1991) è stato uno schermidore francese, vincitore di una medaglia d'oro nella scherma ai giochi olimpici.